# Hemlock Hoax, the Detective
Hemlock Hoax, the Detective è un cortometraggio muto del 1910 prodotto dalla Lubin. Il nome del regista non viene riportato nei credit del film.

## Produzione
Il film fu prodotto dalla Lubin Manufacturing Company.

## Distribuzione
Distribuito dalla Lubin Manufacturing Company, il film - un cortometraggio di 70,7 metri - venne distribuito nelle sale statunitensi l'11 aprile 1910. Nelle proiezioni, veniva programmato con il sistema dello split reel, accorpato in un'unica bobina con due altri cortometraggi prodotti dalla Lubin, The Fisherman's Luck e Jones' Watch.